# 轉化 (修辭)

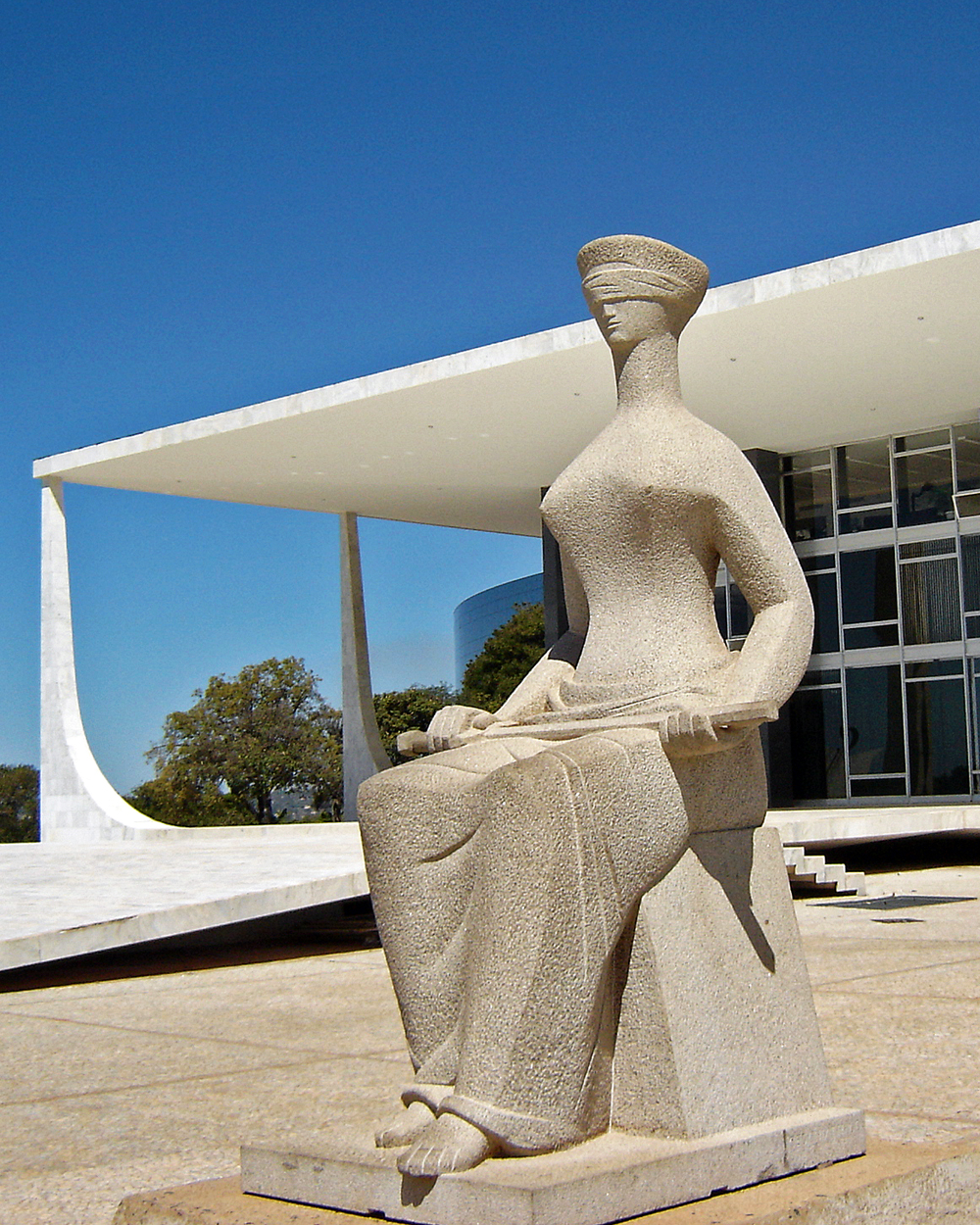
巴西巴西利亚联邦最高法院的正义女神（正义的拟人化）雕塑。

轉化（英語：personification）指的是轉變人或物原來的性質，包括將無生命的事物描述成人物，還有將有生命的事物描述成無生命的物體。轉化包括將物擬人、將人擬物的作法，或以此物擬彼物以及化抽象為具體──此一類別又稱移情。通感也可以被看作是一種隱喻。指利用心理感受间的交叉联系使文学形象具有更为强烈、鲜明的情感色彩或情绪感染力的一种修辞方法。其所利用的感官联系，是一種可以被大多数人理解的高级感知能力。作为一种审美创造活动的手段，轉化法不只存在於文學，也被廣泛應用於各種藝術作品當中。

## 擬人化
又稱之為人格化，指的是將無生命的物品賦予具體的行為，使其人性化。把自然界的萬物當成人一樣，將它們人格化，使它們似乎是有了生命似的，可以有情感、能思考、能行動、會說話，這就是「擬人法」。主要藉由這種修辭法讓文章變得更有趣味，同時讓人覺得更有親切感。擬人、擬物等都是擬的一種修辭。一般來說這種修辭法比較適合運用在記敘文、抒情文以及童詩或是寓言方式的文章，但比較不適合用在論說文等需要議論、說明的文章中。

## 擬物化
將有生命的人物轉變為虛構的狀態，或是將此物擬彼物，使其物性化，稱為擬物。
- 以物擬物：把一種事物想成是另一種事物，尋找兩種事物中的共通性，使兩者結合，並產生奇異又生動的聯想。

- 以人擬物：將人的外表模樣、神態、姿態等，藉著其他事物的比擬使其更有趣味性。

## 形象化
將抽象的概念或虛幻的景物具體化或加以描述。如宋玉的風賦「翱翔於激水之上」其中「翱翔」二字，擬物為物，是風的形象化。

又如：
|                          | 我沒有夸父的荒誕，但晚景的溫存卻被我這樣偷嚐了不少 |
| ——徐志摩，我所知道的康橋 |                                                    |

這裡徐志摩將“晚景的溫存”擬虛為實，才可以“偷嚐”，正是形象化。